# 马里安·卡斯普日克
马里安·卡斯普日克（波蘭語：Marian Kasprzyk，1939年9月22日—），波兰男子拳击运动员。他曾代表波兰参加1960年、1964年和1968年夏季奥林匹克运动会拳击比赛，获得一枚金牌和一枚铜牌。